# Joaquim Rodrigues Graça
Joaquim Rodrigues Graça foi um explorador português do século XIX. Em 1845 explorou as cabeceiras do rio Sena . Mais tarde, participou na expedição à Muatiânvua .